# Liste des distinctions de Rammstein
 (août 2020).
La mise en forme du texte ne suit pas les recommandations de Wikipédia : il faut le « wikifier ».
Les points d'amélioration suivants sont les cas les plus fréquents. Le détail des points à revoir est peut-être précisé sur la page de discussion.
- Les titres sont pré-formatés par le logiciel. Ils ne sont ni en capitales, ni en gras.
- Le texte ne doit pas être écrit en capitales (les noms de famille non plus), ni en gras, ni en italique, ni en « petit »…
- Le gras n'est utilisé que pour surligner le titre de l'article dans l'introduction, une seule fois.
- L'italique est rarement utilisé : mots en langue étrangère, titres d'œuvres, noms de bateaux, etc.
- Les citations ne sont pas en italique mais en corps de texte normal. Elles sont entourées par des guillemets français : « et ».
- Les listes à puces sont à éviter, des paragraphes rédigés étant largement préférés. Les tableaux sont à réserver à la présentation de données structurées (résultats, etc.).
- Les appels de note de bas de page (petits chiffres en exposant, introduits par l'outil «  Source ») sont à placer entre la fin de phrase et le point final[comme ça].
- Les liens internes (vers d'autres articles de Wikipédia) sont à choisir avec parcimonie. Créez des liens vers des articles approfondissant le sujet. Les termes génériques sans rapport avec le sujet sont à éviter, ainsi que les répétitions de liens vers un même terme.
- Les liens externes sont à placer uniquement dans une section « Liens externes », à la fin de l'article. Ces liens sont à choisir avec parcimonie suivant les règles définies. Si un lien sert de source à l'article, son insertion dans le texte est à faire par les notes de bas de page.
- La présentation des références doit suivre les conventions bibliographiques. Il est recommandé d'utiliser les modèles {{Ouvrage}}, {{Chapitre}}, {{Article}}, {{Lien web}} et/ou {{Bibliographie}}. Le mode d'édition visuel peut mettre en forme automatiquement les références.
- Insérer une infobox (cadre d'informations à droite) n'est pas obligatoire pour parachever la mise en page.

Pour une aide détaillée, merci de consulter Aide:Wikification.
Si vous pensez que ces points ont été résolus, vous pouvez retirer ce bandeau et améliorer la mise en forme d'un autre article.
Le groupe Rammstein est un groupe de metal industriel fondé en 1994. Il est composé de six membres qui sont Till Lindemann, Paul Landers, Richard Zven Kruspe, Christophe Schneider, Oliver Riedel et Christian Lorenz. Le groupe a depuis sa création remporté plus d'une quarantaine de distinctions ou récompenses.

## Echo Awards
- Meilleur clip vidéo pour Engel en 1998[1].
- Meilleur artiste allemand à l'étranger en 1999[2].
- Meilleur groupe rock/alternatif national en 2002[3].
- Meilleur groupe rock/alternatif national en 2005[4].
- Meilleure performance live en 2005[4].
- Meilleur groupe rock/alternatif national en 2006[5].
- Meilleur groupe rock/alternatif national en 2010[6].
- Meilleur clip vidéo pour Ich tu dir weh en 2011[7].
- Meilleur groupe allemand s'exportant le mieux à l'étranger en 2012[8].
- Meilleur groupe rock/alternatif en 2012[8].

## Kerrang! Awards
- Meilleur artiste live en 2002[9].
- Meilleure inspiration en 2010[10].

## World Music Awards
- Artiste allemand le plus vendeur au monde en 2005[11].
- Artiste allemand le plus vendeur au monde en 2010[12].

## MTV Europe Music Awards
- Meilleur artiste allemand en 2005[13].

## International Music Awards
- Meilleur groupe live en 2019[14].

## Metal Hammer Awards
- Meilleure vidéo pour le clip Mein Teil en 2004.
- Meilleur album pour Reise, Reise en 2004.
- Meilleure chanson pour le single Mein Teil en 2004.
- Meilleur album pour Liebe ist für alle da en 2010[15].
- Meilleur groupe allemand en 2012[16].
- Prix God Of Riff pour le guitariste Richard Zven Kruspe en 2014[17].

## UK Music Video Awards
- Meilleur concert live pour Rammstein: Paris en 2017[18].

## Festival KinSale Shark Awards
- Meilleur design de production pour le clip Adieu en 2023[19].

## PRG Live Entertainment Awards
- Meilleur management d'artiste en 2006[20].

## Emma Gaala Awards
- Meilleur artiste international en 2006[21].

## Edison Awards
- Meilleur artiste alternatif en 2006[22].

## Fonogram Awards
- Meilleur album rock/metal international pour Liebe ist für alle da en 2010[23].

## Swiss Music Awards
- Meilleur groupe international en 2020[24].
- Meilleur groupe international en 2023[25].

## DVD Champion
- Meilleur DVD musical pour Völkerball en 2007[26].

## AntyRadio Rock Awards
- Meilleur album rock international pour Rammstein en 2020[27].
- Meilleur hit rock pour le single Ausländer en 2020[27].
- Meilleur groupe rock international en 2020[27].
- Meilleur groupe rock international en 2022[28].
- Meilleur album rock international pour Zeit en 2022[28].

## Heavy Music Awards
- Meilleur groupe live en 2020[29].

## Žebřík Music Awards
- Meilleure vidéo internationale pour le clip Benzin en 2005[30].
- Meilleur album international pour Reise, Reise en 2004[30].
- Meilleure chanson internationale pour Amerika en 2004[30].
- Meilleure vidéo internationale pour le clip Amerika en 2004[30].
- Meilleure musique pour le single Adieu en 2023[31].
- Meilleure video pour le clip Zick Zack en 2023[31].

## Festival du Film Berlin Commercial
- Top Silver du meilleur design de production pour le clip Deutschland en 2020[32].
- Top Silver du meilleur style de costumes pour le clip Deutschland en 2020[32].

## Bravo Otto Awards
- Prix Argent du meilleur groupe rock en 1997.
- Prix Bronze du meilleur groupe rock en 2006.

## Viva Comet Awards
- Meilleur groupe live en 1997[33].
- Meilleur artiste progressif en 1998.
- Meilleure vidéo pour le clip Keine Lust en 2005[34].

## Metal Hammer Golden Gods Awards
- Meilleur groupe live en 2012[35].

## Bandit Rock Awards
- Meilleur artiste en 2012[36].
- Meilleur artiste international live en 2014[36].
- Meilleur live international en 2017[37].
- Meilleur groupe live international en 2020[38][source insuffisante].
- Meilleur album international pour l'album Rammstein en 2020[38][source insuffisante].
- Meilleure chanson internationale pour le single Deutschland en 2020[38][source insuffisante].
- Meilleur album international pour l'album Zeit en 2022.
- Meilleur groupe live international en 2022.

## Hard Rock Awards
- Meilleur groupe rock en 2001[39].
- Meilleur album pour Reise, Reise en 2004.
- Meilleur single et clip vidéo pour Mein Teil en 2004.

## 1Live Krone Awards
- Meilleur groupe/artiste live en 2005[40].

## Agendainfo Awards
- Meilleur concert aux Pays-Bas en 2010[41].
- Meilleur spectacle live en 2010[41].

## Revolver Golden Gods Awards
- Meilleur artiste live en 2011[42].

## Loudwire Music Awards
- Meilleure vidéo pour le clip Mein Land en 2011[43].

## Prix Popkultur
- Prix du show live le plus impressionnant en 2017[44].
- Prix du show live le plus impressionnant en 2022[45].

## German Music Authors' Prize
- Prix de la meilleure composition Rock/Metal en 2018[46].

## Iberian Festival Awards
- Meilleure performance live international en 2018[47].

## ZD Awards
- Meilleure tournée de l'année pour Stadium Tour en 2020[48].

## DrHead Awards
- Meilleur album rock de l'année pour l'album Zeit en 2022[49].

## Prix du Monument de Berlin
- Médaille Ferdinand Von Quast en 2018[50].

## Moscow Ticketing Awards
- Meilleure vente pour le concert au Stade Loujniki complet la première semaine de vente pour la tournée Stadium Tour en 2019[51].

## Starcount Social Star Awards
- Prix du musicien allemand en 2013[52],[53].

## Metal Storm Awards
- Meilleur album metal industriel pour Rammstein en 2020[54].
- Meilleure vidéo pour le clip Deutschland en 2020[54].

## Impericon Awards
- Meilleur clip de l'année pour Deutschland en 2019[55].

## Prix Sold-Out
Le 29 novembre 2011, Rammstein a reçus trois Prix Sold-Out pour avoir vendus l'intégralité des billets pour son concert à l'ÖVB Arena à Brême. 
- Trois Prix Sold-Out en 2011[56].

## Inferno Awards
- Meilleur concert de l'année au Mexique en 2019.

## Web Standards Awards
- Meilleur site internet du mois en 2005.